# بلبل (قصه پریان)
بلبل (دانمارکی: Nattergalen) یک افسانه ادبی نوشته هانس کریستین اندرسن نویسنده نامدار دانمارکی است که نخستین بار در سال ۱۸۴۳ منتشر شد. این داستان در امپراتوری چین اتفاق می افتد و ماجرای دوستی میان یک امپراتور و یک بلبل آوازخوان را روایت می‌کند. بلبل در این داستان نمادی از طبیعت، صداقت و هنر راستین است که در برابر جلوه‌های فریبنده و مصنوعیِ دنیای اشرافی قرار می‌گیرد.

## خلاصه داستان
در باغ‌های کاخ امپراتور چین، بلبلی زندگی می‌کرد که آوازش آن‌قدر زیبا و دل‌نشین بود که شهرتش در سراسر جهان پیچیده بود. با این حال، خود امپراتور و درباریان هرگز از وجود این پرنده آگاه نبودند، تا آن‌که امپراتور ژاپن کتابی برای امپراتور چین فرستاد که در آن از آواز شگفت‌انگیز بلبل سخن رفته بود.
امپراتور، که از ناآگاهی خود در شگفت مانده بود، فرمان داد بلبل را برایش بیاورند. با کمک دختری فقیر از آشپزخانه، بلبل پیدا شد و به دربار آورده شد. آواز او چنان زیبا و سوزناک بود که اشک از چشمان امپراتور جاری شد. امپراتور، مجذوب صدای او، بلبل را در دربار نگاه داشت.
کمی بعد، امپراتور هدیه‌ای از یکی از پادشاهان دریافت کرد: یک بلبل مکانیکی مرصع که آواز می‌خواند. این پرنده مصنوعی گرچه خوش‌آواز بود، اما آوازش همیشه تکراری بود. با گذر زمان، درباریان و امپراتور بلبل واقعی را نادیده گرفتند و او در سکوت، کاخ را ترک کرد.
امپراتور پرندهٔ مکانیکی را در کنار تخت خود گذاشت و شب‌ها با صدای او به خواب می‌رفت. اما پس از مدتی مکانیزم پرنده از کار افتاد و تنها سالی یک‌بار قابل استفاده شد.
پنج سال بعد، امپراتور به بیماری سختی گرفتار شد. شبی، مرگ بر سینه‌اش نشست و گذشته‌اش را به یادش آورد. امپراتور آرزو کرد که پرنده مکانیکی آواز بخواند تا خاطرات تلخ را فراموش کند، اما پرنده خاموش مانده بود.
در این هنگام، آواز پرشور و زندگی‌بخش بلبل واقعی از پنجره به گوش رسید. آوازش آن‌چنان زیبا بود که مرگ را واداشت امپراتور را رها کند و از آنجا برود. سلامتی امپراتور بازگشت.
بلبل پیشنهاد کرد که دوباره در کاخ نماند، اما قول داد هر وقت خواست بازگردد و برای امپراتور آواز بخواند و آنچه در سراسر کشور دیده برایش بازگو کند، مشروط به آن‌که این راز میان او و امپراتور باقی بماند.

## تحلیل و مضمون
داستان «بلبل» افزون بر آن‌که نقدی است بر ستایش بی‌حد از فناوری و ظاهرگرایی، تصویری شاعرانه از ارزش راستین طبیعت، هنر زنده، صدای دل و قدرت رهایی‌بخش موسیقی ارائه می‌دهد. بلبلِ واقعی که نمایندهٔ حقیقت، سادگی و الهام طبیعی است، در تضاد با پرندهٔ مکانیکی، مصنوعی و محدود قرار می‌گیرد که گرچه در آغاز جذاب می‌نماید، اما فاقد روح و احساس است.
افسانه همچنین اشاره‌هایی لطیف به مرگ، رستگاری، و تحول روحی از طریق تجربه‌های درونی دارد. لحظه‌ای که بلبل با آوازش مرگ را از امپراتور می‌راند، اوج تمثیلی داستان است: هنر و زیبایی می‌توانند زندگی‌بخش باشند.

## اقتباس‌ها
این داستان در زمینه‌های گوناگون هنری الهام‌بخش بوده‌است:

### موسیقی
- اپرای «بلبل» از ایگور استراوینسکی که بین سال‌های ۱۹۰۸ تا ۱۹۱۴ ساخته شد.
- «آواز بلبل» از اوگیس پرائولینش (۲۰۱۰) کنسرتی برای گروه کر و فلوت‌های بلوکی.
- بالهٔ «آواز بلبل» با موسیقی استراوینسکی، طراحی رقص از لئونید ماسین و طراحی صحنه توسط هانری ماتیس.
- موسیقی فیلم «بلبل امپراتور» (۱۹۴۸) توسط واچلاو تروجان ساخته شد.
- قطعاتی از ملوینا رینولدز، چارلز استراوس و دیگران نیز از این داستان الهام گرفته‌اند.

### تئاتر
- اجرای نمایش عروسکی در تئاتر "Rag & Bone Puppet" توسط «کَتی مک‌للان».
- اپیزودهای رادیویی و تلویزیونی، همچون نمایش "The Emperor and the Nightingale".

### سینما
- انیمیشن «بلبل چینی» توسط لوت رینیگر (۱۹۲۷).
- فیلم عروسکی «بلبل امپراتور» ساخته ژیری ترنکا (۱۹۴۸).
- نسخهٔ انیمیشن توسط مایکل اسپورن (۱۹۹۲).
- بازنشرهایی در قالب برنامه‌های آموزشی یا کارتونی برای کودکان.

### ادبیات
اقتباس‌هایی ادبی از این افسانه شامل:
- رمان «لانهٔ بلبل» نوشتهٔ «نیکی لافتین» (۲۰۱۴).
- داستان کوتاه «بلبل» از «میشل وست» و دیگران.
- شعر «خواننده و بلبل» از «کلایو سنسوم».

## نگارخانه
برخی از نسخه‌های قدیمی داستان دارای تصویرگری‌های معروف هستند، از جمله تصاویر ادموند دولاک از نسخهٔ ۱۹۱۱:

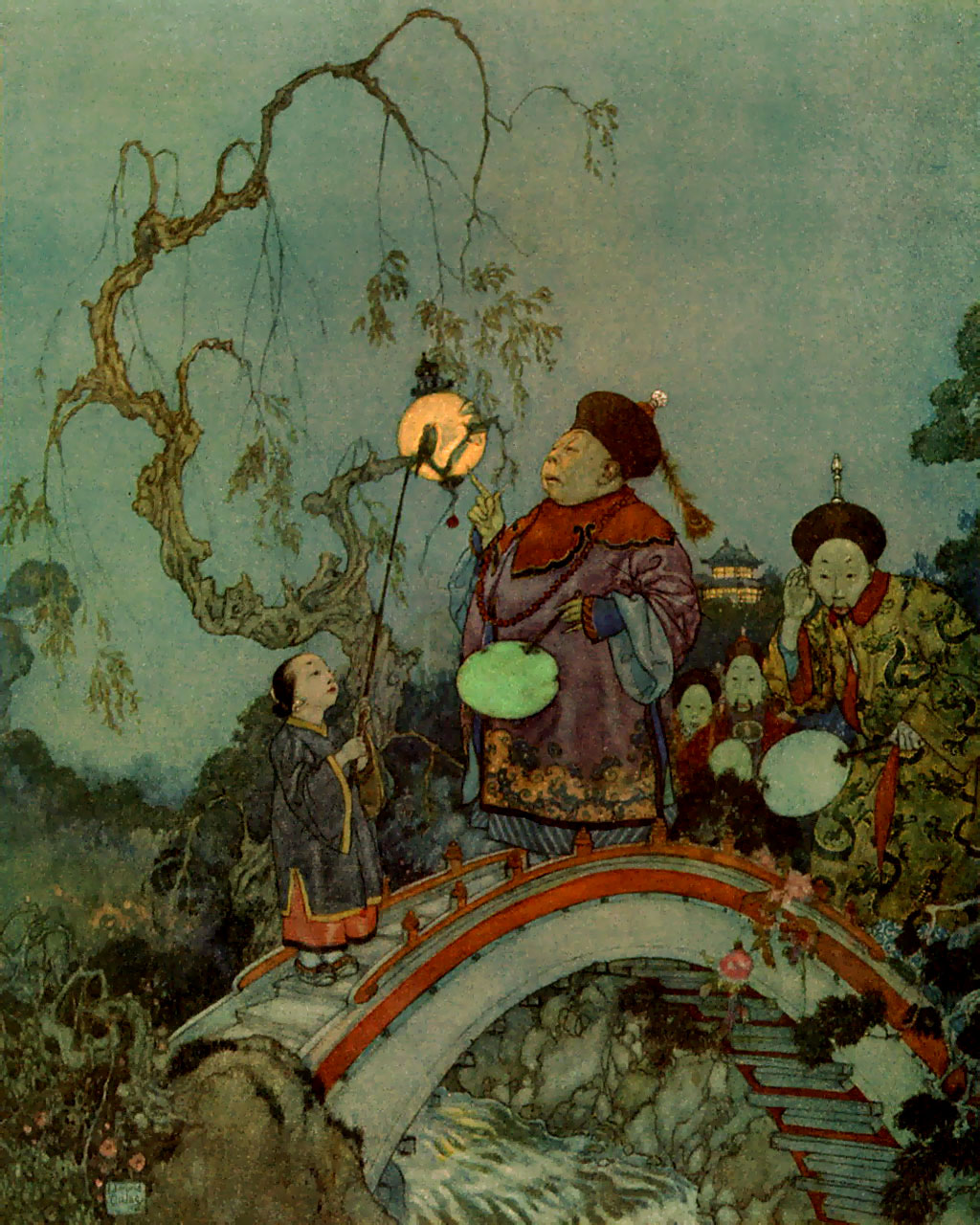
چمبرلن گفت: چقدر معمولی به نظر می رسد
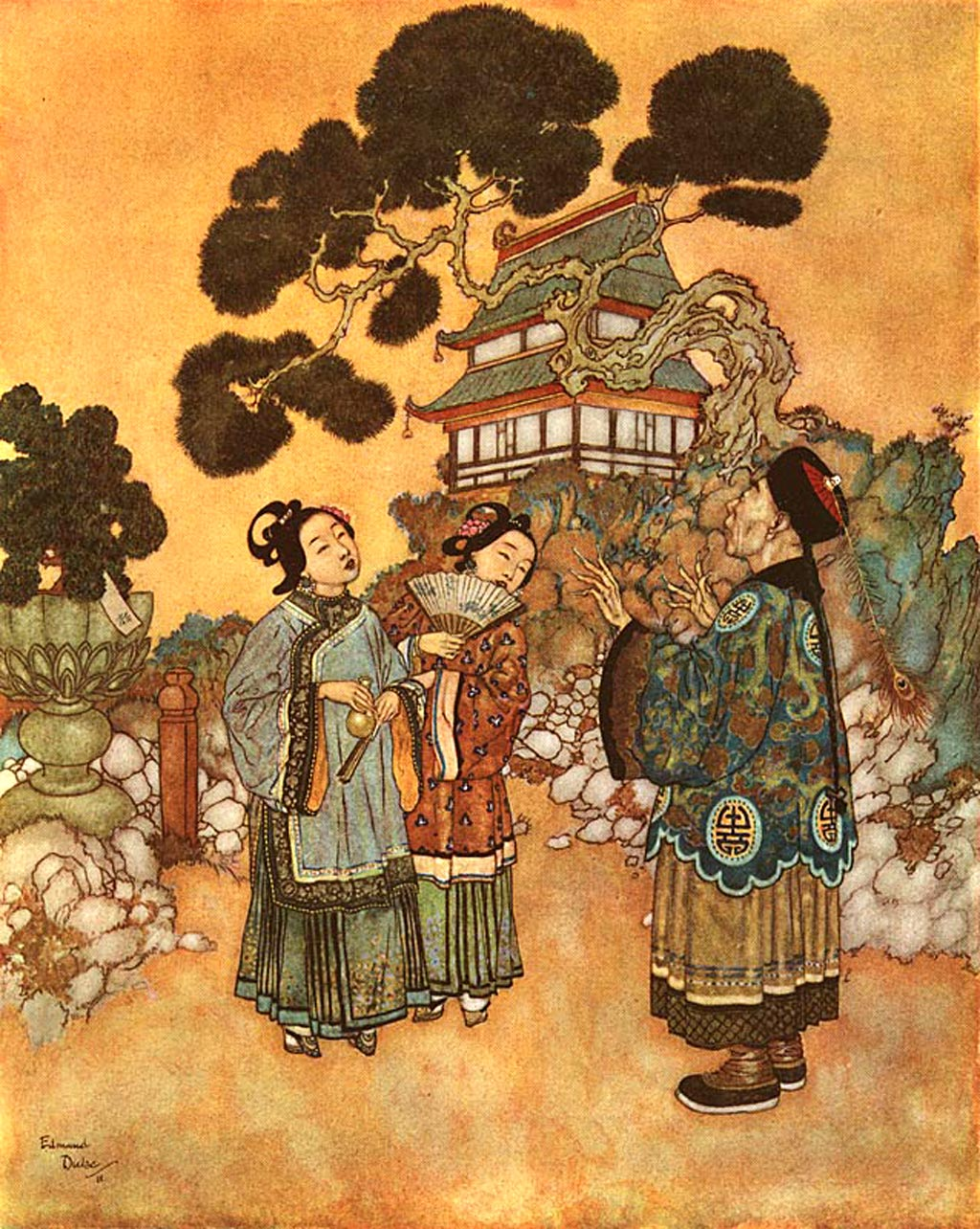
خانم ها مقداری آب در دهان خود گرفتند تا سعی کنند همان غرغر را انجام دهند و به این فکر می کردند که با بلبل برابری می کنند.
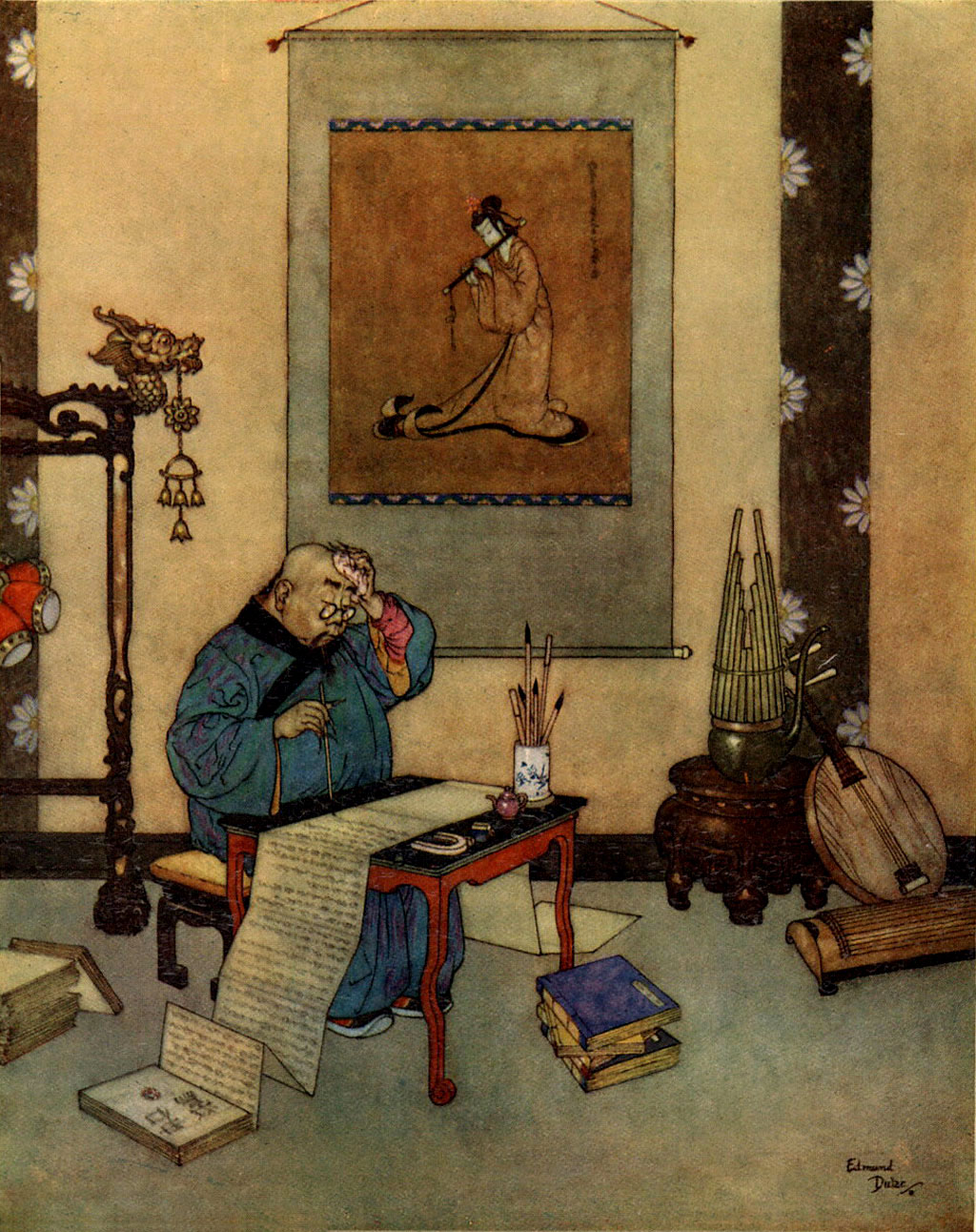
استاد موسیقی پنج و بیست جلد درباره این پرنده مصنوعی نوشت.
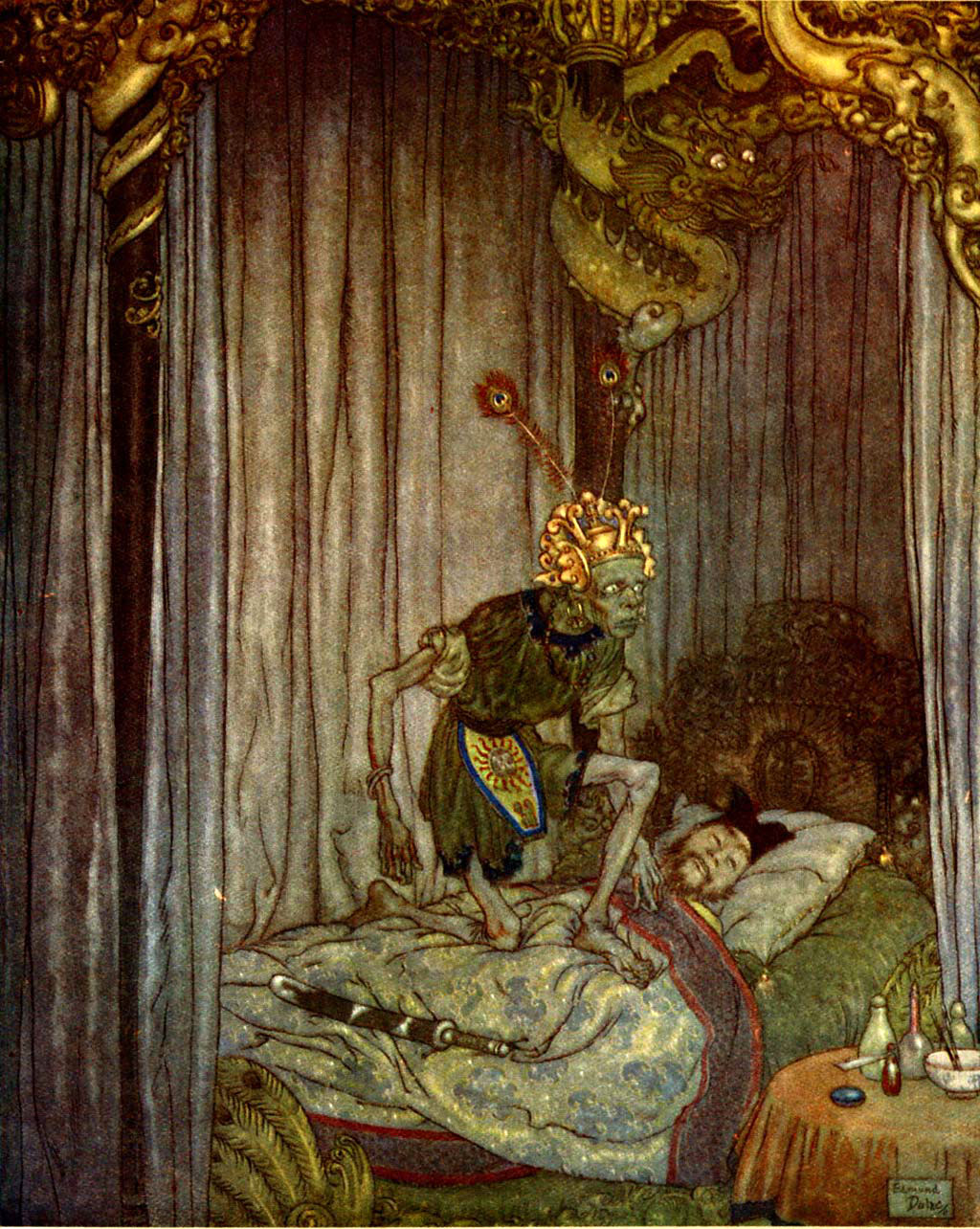
حتی خود مرگ هم آهنگ را گوش کرد و گفت: برو بلبل کوچولو ادامه بده!